# Arões (Vale de Cambra)
Arões es una freguesia portuguesa del concelho de Vale de Cambra, con 39,78 km² de superficie y 1.952 habitantes (2001). Su densidad de población es de 49,1 hab/km².